# The Sparrows and the Nightingales
The Sparrows and the Nightingales (englisch für ‚Die Spatzen und die Nachtigallen‘) ist ein Lied des deutschen Synthiepop-Duos Wolfsheim. Das Stück ist die Debütsingle und erste Singleauskopplung aus ihrem im Folgejahr erschienenen Debütalbum No Happy View.

## Entstehung und Artwork
Geschrieben wurde das Lied von Peter Heppner, Markus Reinhardt und Carlos Perón. Letzterer hat die Single auch gemastert und produziert. Arrangiert, aufgenommen und gemischt wurde das Lied durch das Produzenten-Team Nine-O-Nine (José Alvarez-Brill, Gento Navaho und Carlos Perón). Die Produktion erfolgte in folgenden Studios: Aufnahme und Mischung im Musik Design in Aachen sowie das Mastering in den Kölner Studios Sound Studio N (Originalversion) und Tone de Cologne Mastering (Singleversion). Die Single wurde unter dem Musiklabel Strange Ways Records veröffentlicht und durch die EFA Medien GmbH Tonträger Produktion und Indigo vertrieben.
Auf dem pink gehaltenen Frontcover der Maxi-Single sind – neben Künstlernamen und Liedtitel – eine Nachtigall (englisch: ‚Nightingale‘) und ein Spatz (englisch: ‚Sparrow‘) zu sehen. Im Inneren der Maxi-Single findet sich folgendes Zitat wieder: „In Axel E. and god we trust, everyone else pays bar!“ (englisch für ‚Wir vertrauen Axel E und Gott, alle anderen bezahlen bar!‘)

## Veröffentlichung und Promotion
Die Erstveröffentlichung von The Sparrows and the Nightingales erfolgte am 12. Juli 1991 in Deutschland. Noch im gleichen Jahr folgte eine Veröffentlichung in Österreich und nach mehr als drei Jahren eine Veröffentlichung in Spanien 1994. Das Stück wurde als Maxi-Single und Vinylplatte veröffentlicht. Die Maxi-Single und eine 12″-Vinylplatte beinhalten jeweils neben der Radio- und Albumversion von The Sparrows and the Nightingales das Lied Leading Men als B-Seite. Eine 7″-Vinylplatte beinhaltet nur die Radio- und Albumversion zu The Sparrows and the Nightingales. Darüber hinaus wurde eine weitere 7″-Vinylplatte mit der Albumversion von The Sparrows and the Nightingales und Leading Men veröffentlicht. Am 15. Mai 1992 erschien The Sparrows and the Nightingales als Teil von Wolfsheims Debütalbum No Happy View.
1995 erschien im Zuge der Veröffentlichung des ersten Best-of-Albums 55578 von Wolfsheim eine gleichnamige Promo-CD, diese beinhaltete lediglich die Radioversion zu The Sparrows and the Nightingales.
Zum 25-jährigen Jubiläum von The Sparrows and the Nightingales erschien eine Neuauflage auf 12"-Vinylplatte in den Vereinigten Staaten. George Horn von den Fantasy Studios in Berkeley (Kalifornien) masterte das Stück und Eloise Leigh gestaltete das Plattencover neu. Die Single beinhaltet die Album- und eine Remixversion zu The Sparrows and the Nightingales. Das Cover erhielt neben einer neuen Farbgestaltung eine neue Anordnung des Wolfsheim-Logos und der Darstellung der Nachtigall und des Spatzen.
Am 29. Januar 2021, zum 30-jährigen Jubiläum von The Sparrows and the Nightingales, erschien eine erneute Singleauflage zum Download und Streaming. Die Single setzt sich aus drei verschiedenen Versionen von The Sparrows and the Nightingales sowie den weiteren B-Seiten Can Manage und Leading Men zusammen. Bei den verschiedenen Versionen zu The Sparrows and the Nightingales handelt es sich um die Albumversion, die Radioversion sowie einem sogenannten „Ancient Methods ‘Ode to the Night’ Remix“. Sowohl Can Manage und Leading Men stammen wie The Sparrows and the Nightingales aus dem Debütalbum No Happy View. Die Single verfügt über das gleiche Frontcover wie das zum 25-jährigen Jubiläum und erschien durch das norwegische Musiklabel Sub Culture Records, der Vertrieb erfolgte durch Edition Eisenberg. Perón, der sich schon vor 30 Jahren für einen Großteil der Produktion verantwortlich zeigte, unterzog den Titeln ein Remastering.

## Hintergrund
Der Erfolg von The Sparrows and the Nightingales führte dazu, dass Reinhardt sein Studium abbrach, um sich ganz auf die Musik konzentrieren zu können. In einem Interview von 2003 gaben Wolfsheim an, dass The Sparrows and the Nightingales neben Kein zurück, Once in a Lifetime und Künstliche Welten zu ihren eigenen Lieblingsliedern gehöre.
Heppner singt das Stück bis heute bei jedem seiner Solo-Konzerte. Während seiner Akustiktournee im Jahr 2014 erzählte er dem Publikum, dass er beziehungsweise Wolfsheim seit den ersten größeren Konzerten das Lied bei jedem Konzert spielen mussten und dass es kaum ein Lied gäbe, das er öfter gespielt habe.

## Inhalt
Der Liedtext zu The Sparrows and the Nightingales ist, mit Ausnahme der deutschsprachigen Zeile: „Wo ist der Führer, der mich führt?“, in englischer Sprache verfasst; ins Deutsche übersetzt bedeutet der Titel „Die Spatzen und die Nachtigallen“. Die Musik und der Text wurden gemeinsam von Peter Heppner, Carlos Perón und Markus Reinhardt verfasst. Musikalisch bewegt sich das Lied in den Bereichen des Dark Waves, New Waves und des Synthiepops; stilistisch im Bereich des Electro Wave. Das Tempo beträgt 122 Schläge pro Minute. Das Besondere bei dem Lied ist, dass es aus keinem festen Refrain besteht. Der Refrain besteht meist aus vier Zeilen, von denen zwei fest sind und zwei sich immer wieder ändern.
| „Leaving home, and god is on your side, dividing sparrows from the nightingales, watching all the time, dividing water from the burning fire, inside.“ – Refrain, Originalauszug | „Du gehst hinaus in die Welt; und ‘jemand’ ist an Deiner Seite, der den Unterschied zwischen Spatzen und Nachtigallen kennt. Er sieht zu; und trennt das weiche Wasser von dem brennenden Feuer in Dir.“ – Refrain, Übersetzung von Heppner |

Im Sommer 2016 beschrieb Heppner über seine Facebookseite die Entstehung und den Inhalt des Stückes wie folgt: „Als ich das Lied geschrieben habe, war ich erst 18 oder 19 Jahre alt und setzte mich gerade sehr intensiv mit dem Thema ‚Religion und Gesellschaft‘ auseinander. Ich war der Meinung, dass man keine Kirchen bräuchte, die einem sagen müssen, was richtig und falsch ist und keine Führer, denen man hinterher trotten müsste, denn jeder kennt ja eigentlich selber den Unterschied zwischen gut und schlecht, bzw. hat so etwas wie einen persönlichen ‚Gott‘ an seiner Seite, der die ‚Spatzen von den Nachtigallen trennt‘.“
Die Textzeilen „Where’s the leader, who leads me? / Wo ist der Führer, der mich führt?“ sorgten im Nachhinein für eine Vielzahl von Verärgerungen. Seit der Veröffentlichung dieser Zeilen und in Verbindung mit dem „teutonischen“ Bandnamen Wolfsheim (der aus F. Scott Fitzgerald’s Der große Gatsby stammt) wurden sie oft in die politisch rechte Ecke eingeordnet. Heppner meinte dazu nur, dass solche Unterstellungen von Kritikern kämen, die keine ihrer Platten kennen und dass sie keinesfalls der rechten Szene angehören. Die „Führer-Zeile“ in die deutsche Sprache zu übersetzen sei als Seitenhieb gedacht gewesen und sollte auf die nicht so rühmliche Rolle der Kirchen im dritten Reich verweisen. Das Stück habe keinen politischen, sondern einen kirchenkritischen Hintergrund. Weiter führte er an, dass er ab dem Zeitpunkt der Veröffentlichung nicht mehr kontrollieren könne, was Leute daraus machen, wie Leute es verstehen oder wie sie sich den Schuh anziehen. Das sei auch nicht seine Aufgabe. Er mache ein Angebot und das sei die Kunst, die er mache. Was die Leute daraus machen, sei nicht mehr seine, sondern deren Angelegenheit.

## Musikvideo
Das schwarz-weiße Musikvideo zu The Sparrows and the Nightingales wurde auf dem Lousberg in Aachen gedreht. Zum einen sind die beiden Wolfsheim-Mitglieder zu sehen, wie sie an verschiedenen Schauplätzen das Lied spielen. Zum anderen ist größtenteils Heppner zu sehen, der das Lied vor einem Kaminfeuer singt. Die Gesamtlänge des Videos beträgt 3:20 Minuten. Regie und Produktion tätigte Carlos Perón. Bis heute zählt das Video über drei Millionen Aufrufe bei YouTube (Stand: Mai 2021).

## Mitwirkende
| Liedproduktion - José Alvarez-Brill: Abmischung, Arrangement, Tonmeister - Peter Heppner: Gesang, Komponist, Liedtexter - Gento Navaho: Abmischung, Arrangement, Tonmeister - Carlos Perón: Abmischung, Arrangement, Komponist, Liedtexter, Mastering, Musikproduzent, Tonmeister - Markus Reinhardt: Keyboard, Komponist, Liedtexter Musikvideo - Frank Mirbach: 2. Kameramann - Carlos Perón: Filmproduzent, Regisseur - Jan Wentz: 1. Kameramann | Unternehmen - EFA Medien GmbH Tonträger Produktion: Vertrieb - Indigo: Vertrieb - Musik Design: Abmischung, Tonstudio - Sound Studio N: Mastering (Original) - Strange Ways Records: Musiklabel - Tone de Cologne Mastering: Mastering (Single) |

## Rezensionen
Das deutschsprachige Online-Magazin laut.de listete das Studioalbum No Happy View in ihrer Auswertung „30 Jahre, 30 Alben – Best of 1992“ auf. Während ihrer Rezensionen beschrieben sie Wolfsheim als „melodischen Popentwurf“ und zeigten sich verwundert, dass es das Duo nicht aus dem Stand in die Charts schaffte, trotz der Vorzeigesingles und heutigen „Klassikern“ wie It’s Not Too Late (Don’t Sorrow) und The Sparrows and the Nightingales.
In der Literatur zu Dark Wave, Neofolk und Industrial im Spannungsfeld rechter Ideologien wird The Sparrows and the Nightingales als „edelster Synthiepop mit einem Schuss Melancholie“ sowie als „großer Hit“ der Dark-Wave-Szene der frühen 1990er Jahre bezeichnet. In der Folge des Erfolges galt Wolfsheim als konstanter Repräsentant des Synthiepop und Electro Wave in der Schwarzen Szene.
In einer Retrospektive zum 30-jährigen Jubiläum des Sonic Seducer beschrieb ein Redakteur The Sparrows and the Nightingales als einen „unverwüstlichen Everblack“, der bis ins Jahr 2024 nichts von seiner nebulösen Aura verloren habe und noch immer frisch klinge, weil er eben nicht einem Zeitgeist gefolgt sei. Zudem kürte es das Magazin als bis dato beste Aufnahme von Heppner.

## Kommerzieller Erfolg
Bis heute konnte sich das Lied in keinen offiziellen Hitparaden platzieren. Laut der US-amerikanischen Musikwebsite Allmusic verkaufte sich The Sparrows and the Nightingales rund 10.000 Mal, damit verkaufte sich die Single für „Underground-Verhältnisse“ (Untergrund-Verhältnisse) sehr gut. Obwohl es sich hierbei um eine eher kommerziell erfolglose Komposition handelt, ist diese doch bis heute auf zahlreichen New-Wave- und Synthiepop-Samplern vertreten, was zeigt, dass dieses Lied doch einen hohen Stellenwert in diesen Szenen hat. 2003 brachte unter anderem der italienische DJ Gigi D’Agostino das Stück auf seinem Sampler Il programmino di Gigi D’Agostino unter. Neben The Sparrows and the Nightingales war auch die Wolfsheim-Single It’s Not Too Late (Don’t Sorrow) auf dem Sampler enthalten.

## Coverversionen

### Version von Mark ’Oh

#### Entstehung und Veröffentlichung
Bei The Sparrows and the Nightingales von Mark ’Oh und John Davies handelt es sich um eine Coverversion des Originals. Textlich gibt es lediglich eine Änderung. Weil Davies Brite ist, wurde die deutschsprachige Zeile: „Wo ist der Führer, der mich führt?“ durch ein erneutes „Where’s the Leader, Who Leads Me?“ ersetzt. Im Vergleich zum Original besteht die Neuaufnahme nicht aus 122, sondern aus 135 Schlägen pro Minute. Das Stück ist die erste Singleauskopplung aus Mark ’Ohs dritten Studioalbum Rebirth.
Produziert wurde die Single von Marko Albrecht (Mark ’Oh), Claus Hägele und Carlos Perón. Die Single wurde unter dem Musiklabel Orbit Reco veröffentlicht und durch den Hanseatic Musikverlag und Strange Ways Records vertrieben. Auf dem Cover der Maxi-Single sind – neben Künstlernamen und Liedtitel – die Gesichter beider Interpreten zu sehen. Das Artwork hierbei stammt von Gaby Gerster. Die Erstveröffentlichung erfolgte am 10. Mai 1999 in Deutschland. Die Maxi-Single beinhaltet weitere Remixversionen (unter anderem von Oliver Lieb) des Liedes als B-Seite. Das dazugehörige Musikvideo wurde in den Tunnelanlagen und einer Station der Straßenbahn Straßburg, sowie in den Fahrzeugen selbst gedreht. Zu sehen ist eine Verfolgungsjagd zwischen Mark ’Oh und John Davies. Die Gesamtlänge des Videos beträgt 3:18 Minuten.

#### Chartplatzierungen
The Sparrows and the Nightingales erreichte in Deutschland Position 14 der Singlecharts und konnte sich insgesamt 14 Wochen in den Charts halten. Für Mark ’Oh als Interpreten ist es bereits der zehnte Charterfolg in Deutschland, sowie der erste für John Davies. Für Heppner als Komponist und Liedtexter ist es der fünfte Charterfolg in Deutschland, sowie der vierte für Reinhardt.
| ChartsChartplatzierungen | Höchstplatzierung | Wochen |
| ------------------------ | ----------------- | ------ |
| Deutschland (GfK)        | 14 (14 Wo.)       | 14     |

### Weitere Coverversionen (Auswahl)
Die deutsche Dark-Rock-Band Scream Silence coverte das Stück im Jahr 2000 und veröffentlichte es als Debütsingle. Die Single erschien im September 2000 und beinhaltet darüber hinaus die B-Seiten Promise in Trance (Singleversion) und Untitled (Live from WGT 2000). Michael Edele, vom deutschsprachigen Online-Magazin laut.de, ist in seiner Rezensionen zum Scream-Silence-Album The 2nd der Meinung, dass man auf diese Neuaufnahme „hätte verzichten können“. Sie sei nicht wirklich schlecht, aber einfach zu nahe am Original.